# Przysposobienie Wojskowe

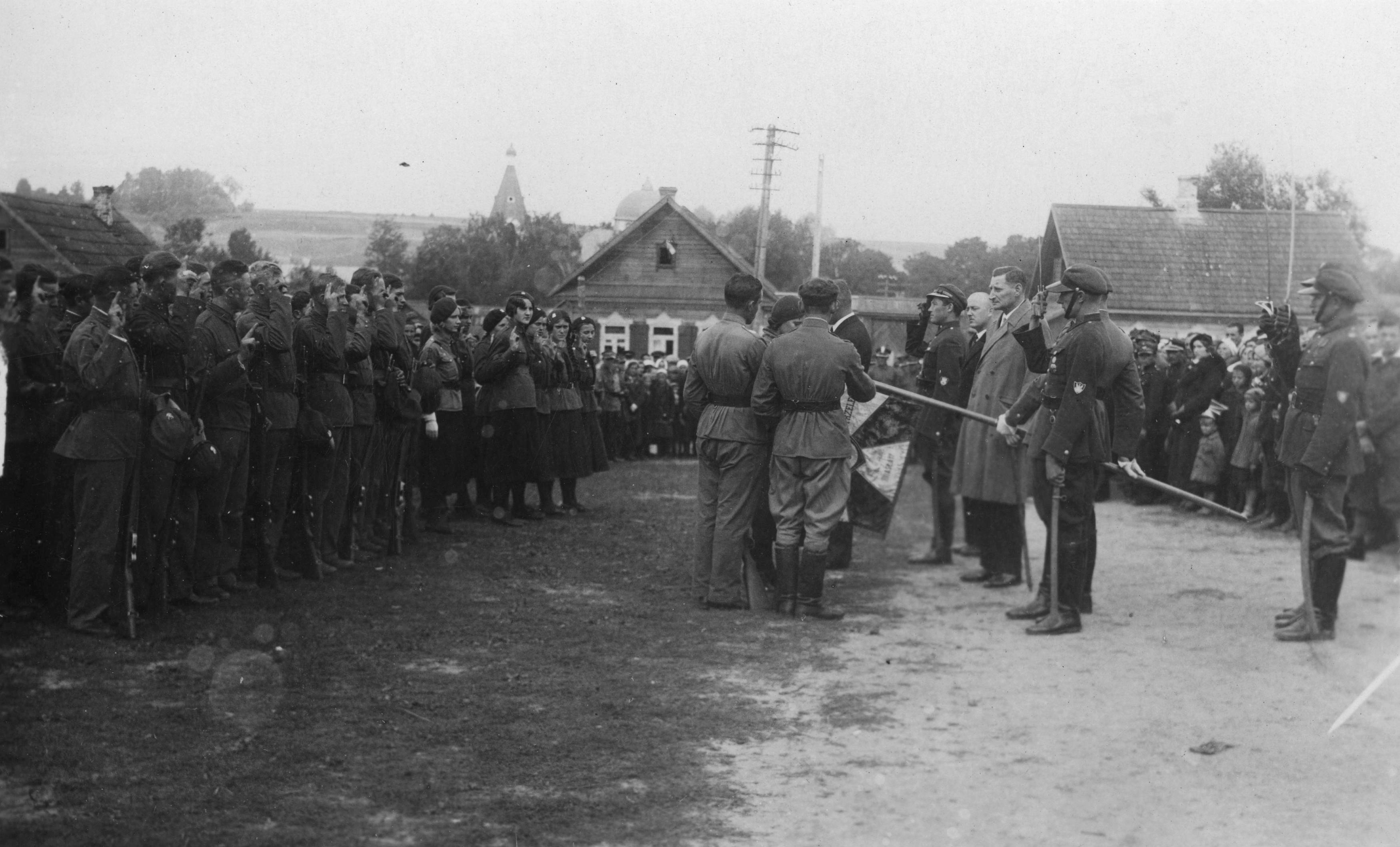
Przysięga oddziału PW w Drui.

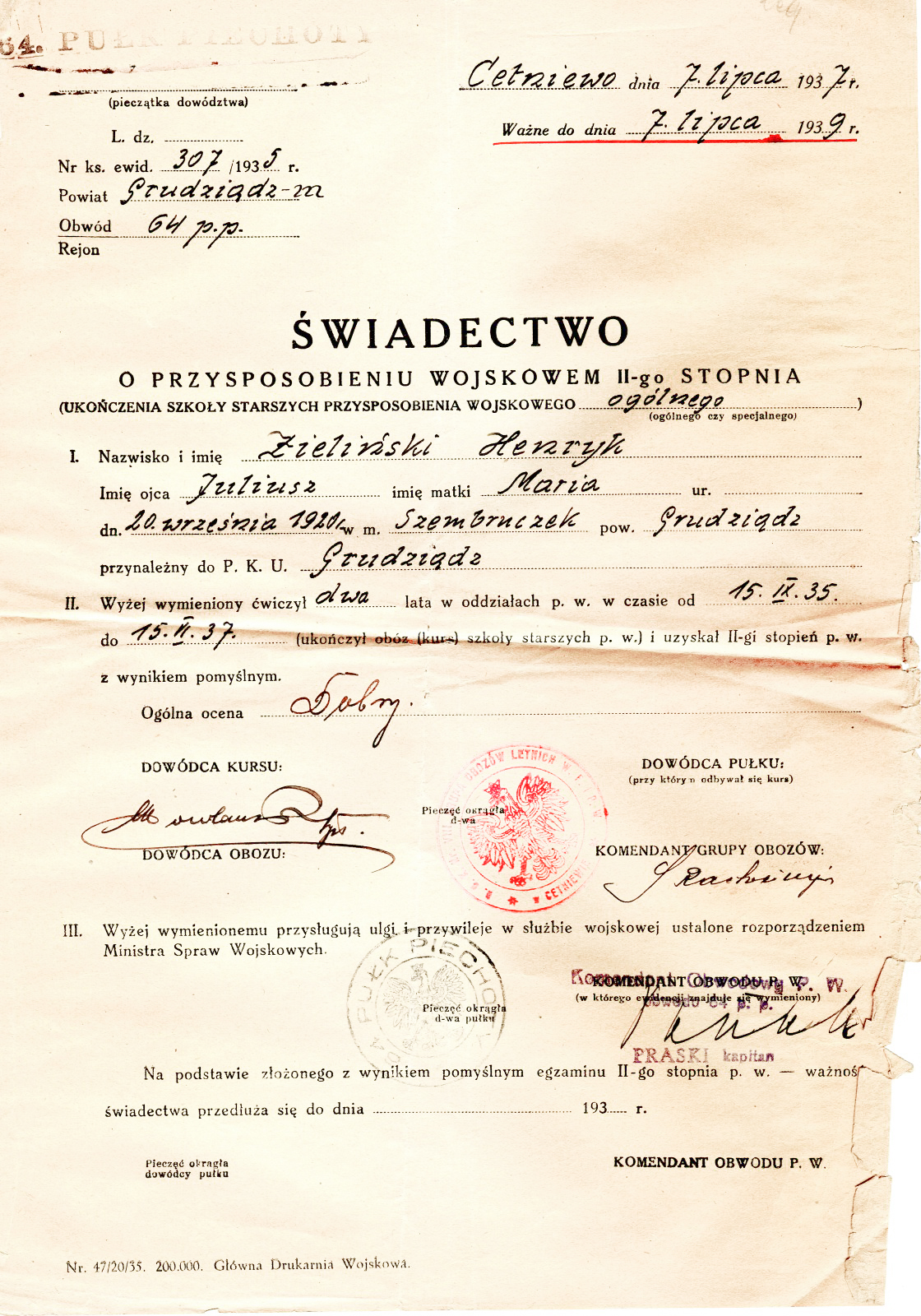
Świadectwo ukończenia szkoły PW z roku 1937

Przysposobienie Wojskowe (PW) – młodzieżowa organizacja wojskowa w Polsce w latach 1927–1939. Celem było przygotowanie młodzieży do służby wojskowej.

## Historia
Przysposobienie Wojskowe jako organizację powołano w Polsce w roku 1927 pod patronatem Państwowego Urzędu Wychowania Fizycznego i Przysposobienia Wojskowego (w latach 1925–1927 była to Naczelna Rada Wychowania Fizycznego i Przysposobienia Wojskowego). Szkolenia odbywały się na kursach i obozach. Obejmowały mężczyzn ochotników w wieku od 15 do 30 lat. Na przełomie 1935 i 1936 roku objęto nimi 0,3% obywateli w tym wieku (około 30 tysięcy osób). W 1937 roku przysposobienie wojskowe stało się przedmiotem obowiązkowym we wszystkich liceach i na wszystkich uczelniach. Edukacja tego przedmiotu trwała 2 lata.
Przysposobienie Wojskowe Kobiet zaczęło działalność w 1929 roku. Od roku 1939 wywierało większy nacisk na masowe szkolenie. Szkoleniami zdołano objąć 10% kobiet w wieku od 19 do 45 lat.
W 1927 roku z inicjatywy S. Młodzińskiego powstało Przysposobienie Wojskowe Konne. Za tym poszły inicjatywy powołujące Kolejowe Przysposobienie Wojskowe, Leśników oraz Pocztowe.
Za najwyższe odznaczenie za zasługi na polu przysposobienia wojskowego została uznana Honorowa Odznaka Komandorska.
Za następcę PW powszechnie uznaje się przysposobienie obronne.